# ファントム・ブレイブ 幽霊船団と消えた英雄
『ファントム・ブレイブ 幽霊船団と消えた英雄』（ファントム・ブレイブ ゆうれいせんだんときえたえいゆう）は、日本一ソフトウェアより2025年1月30日に発売のゲームソフト。

## 概要
前作の「ファントム・ブレイブ」から21年ぶりの完全新作。2024年6月18日配信の「Nintendo Direct 2024.6.18」内で発表された。

## 主なキャラクター
マローネ
声 - 水橋かおり
前作及び本作の主人公。前作の件で破壊神から世界を救った英雄として認められてる。
アッシュ
声 - 下野紘
前作の主人公。謎の幽霊船の襲撃からマローネを庇い、離れてる。
アプリコ
声 - 戸田めぐみ
ドクロ島で出会ったファントムの少女。英雄的存在の海賊の父から見習った剣術を持ってるが数年間話し相手がいない状態で過ごしたため、コミュ障になり、臆病な性格になった経緯を持つ。
ルアン
声 - おおくぼそう
ヘンナ
声 - ブリドカットセーラ恵美
ウルミ
声 - 寺井らん
メイフェア
声 - 櫻井智